# 冈萨雷斯 (加利福尼亚州)
冈萨雷斯（英語：Gonzales），是美国加利福尼亚州蒙特雷县下属的一座城市。建市于1947年1月14日，面积大约为1.92平方英里（5平方公里）。根据2010年美国人口普查，该市有人口8,187人。